# Cordillera (prowincja)
Cordillera (hiszp. Provincia de Cordillera) – jedna z sześciu prowincji Regionu Metropolitalnego będącego częścią Chile. Prowincja obejmuje mały obszar centralnej doliny kraju, lodowce, rzeki, wulkany i część And, które stanowią granicę z Argentyną. Stolicą prowincji jest Puente Alto, położone ok. 21 km na południowy wschód od Santiago.
Cordillera zajmuje powierzchnię 5528,3 km², co czyni ją największą prowincją w regionie. Według spisu ludności z 2002, Cordillera była drugą najbardziej zaludnioną prowincją w regionie o łącznej liczbie ludności 522 856. W tym czasie 511 565 osób mieszkało na obszarach miejskich, 11 291 żyło na wsiach. Spis wykazał również, że w regionie mieszkało 256 193 mężczyzn i 266 663 kobiet.